# Roslotto-ZG Mobili

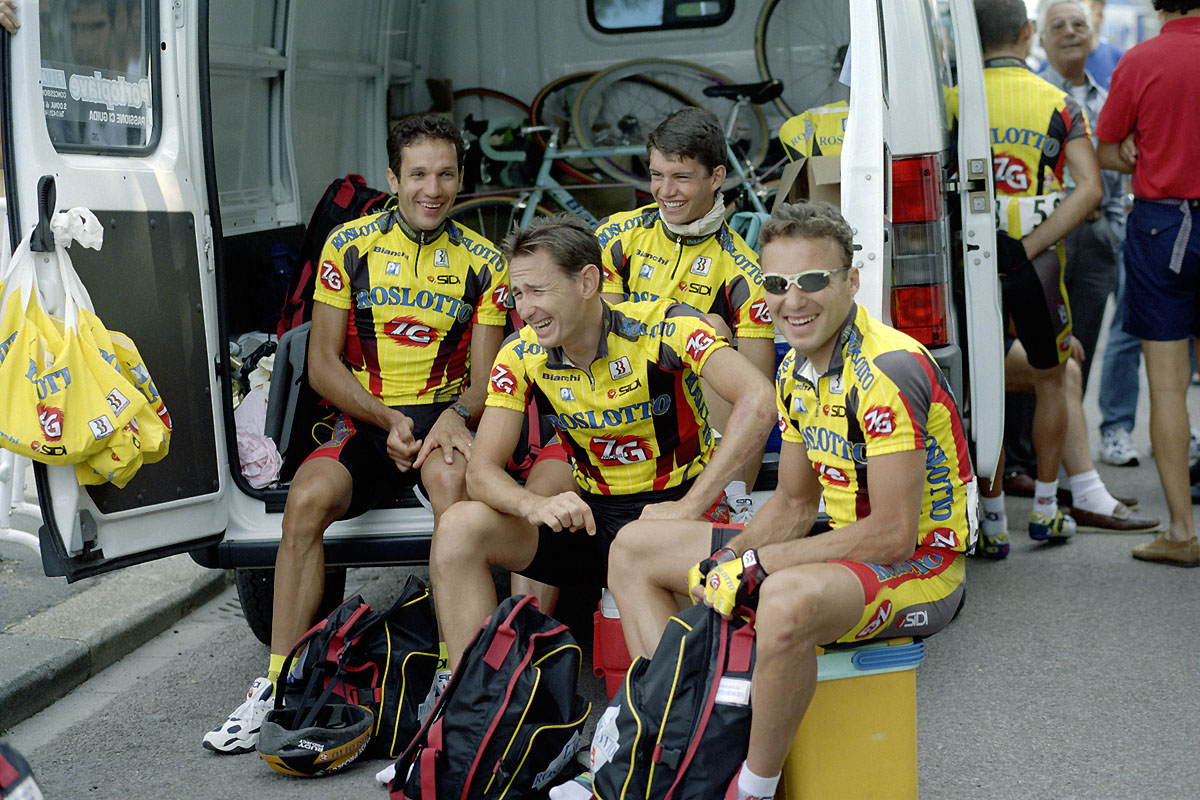
Dmitri Konychev mit Teamkollegen 1997

Roslotto-ZG Mobili war ein Radsportteam im Straßenradsport. Die Mannschaft bestand von 1991 bis 1997 unter verschiedenen Teamnamen. Nach der Saison ging ein Teil des Teams in dem Nachfolgerteam von Kross-Selle Italia auf.
Zu den wichtigsten Erfolgen der Mannschaft gehörten die Siege  bei den Rad-Weltcup 1996-Wettbewerben Meisterschaft von Zürich und Wincanton Classic durch Andrea Ferrigato.

## Wichtigste Erfolge
1991
- eine Etappe Giro di Calabria
- eine Etappe Giro d’Italia
- eine Etappe Tour de Suisse
- Gran Premio Industria & Artigianato
- Gran Premio Città di Camaiore

1992
- Gran Premio Industria & Artigianato (Gianni Faresin)
- GP Industria & Commercio di Prato  Leonardo Sierra

1995
- Gesamtwertung Luxemburg-Rundfahrt (Fabiano Fontanelli)
- Gesamtwertung Slowenien-Rundfahrt (Valter Bonča)
- Gran Premio Industria & Artigianato (Andrea Ferrigato)
- Trofeo Pantalica (Stefano Colage)

1996
- Gesamtwertung Tour de Pologne (Viatcheslav Djavanian)
- Wincanton Classic (Andrea Ferrigato)
- Meisterschaft von Zürich (Andrea Ferrigato)
- Trofeo Matteotti  (Andrea Ferrigato)

1997
- Gesamtwertung Regio-Tour (Viatcheslav Djavanian)